# Spargania ziczacata
Spargania ziczacata är en fjärilsart som beskrevs av Walker 1862. Spargania ziczacata ingår i släktet Spargania och familjen mätare. Inga underarter finns listade i Catalogue of Life.